# Pierre Sutor
Pour les articles homonymes, voir Sutor.
Pierre Cousturier, plus connu sous le nom de Sutor qu'il a pris dans tous ses ouvrages (né à Cheméré-le-Roi, vers 1475, mort le 18 juin 1537), fut docteur de Sorbonne et ensuite chartreux, théologien français contemporain d'Érasme.

## Biographie
Il fit ses études à Paris, dans l'université, prit ses degrés en théologie, fut prieur de la maison de Sorbonne pendant sa licence, et enseigna la philosophie au collège de Sainte-Barbe. 
Érasme et Cousturier ont écrit plusieurs traités l'un contre l'autre. Parvenu à un âge mûr, il entra dans l'ordre des Chartreux, où il devint prieur de plusieurs chartreuses, notamment de celle du Parc-en-Charnie dans le comté du Maine, puis de devenir visiteur pour la province de France.

## Publications
1. Habes, pie lector, D. Petri Sutoris,... librum doctum... cujus lectione vitam cartusianam sanctam et in nullis, ut apparet, lapsam, facile cognoscere possis... Joannis Parvi... Paris, 1522, in-4 ̊ ;
2. De Vita cartusiana libri duo, auctore Petro Sutore,... Accessit jam primo Arnoldus Bostius de illustribus aliquot ejusdem ordinis viris.Paris, Jean Petit, 1522, in-4°, Louvain, 1572, in-8°, Cologne : sumptibus B. Gualtheri, 1609. 2 parties en 1 vol. in-8 ̊. L'ouvrage de Bost est précédé d'un titre qui porte : Opusculum Arnoldi Bostii,... de praecipuis aliquot cartusianae Familiae patribus... e tenebris erutum studio ac labore F. Theodor. Petrei[1]... ;
3. De Triplici connubio divae Annae disceptatio. Paris : in aedibus J. Parvi, 1523, in-4 ̊, 52 ff[2].
4. De Tralatione Bibliae et novarum reprobatione interpretationum... Paris : apud J. Parvum, 1525, in-fol., pièces liminaires, 102 ff[3].
5. Antapologia Petri Sutoris gallice Couturier in quamdam Erasmi apologiam cuititulum dedit adversus Petri Sutoris debaccationem. Paris : J. Petit, 1526[4] ;
6. De Tralatione Bibliae et novarum reprobatione interpretationum, ..., Paris : apud J. Parvum, 1525, in-fol., pièces liminaires, 102 ff[5].
7. Apologeticum in novos Anticomaritas praeclaris beatissime virginis Mariae laudibus detrahentes... Paris : in officina J. Parvi, 1526, in-4 ̊, pièces liminaires, 108 ff. ;
8. Apologia Pétri Sutoris in damnatam Lutheri haeresim de votis monasticis, Paris, 1531. in-8°[6] ;
9. De Potestate ecclesiae in occultis. (Paris) : venundantur in clauso Brunello a Mauricio de La Porte, 1534, in-8 ̊, 228 ff[7].
10. La Manière de faire testament très salutaire, composée par religieuse personne Pierre Sutor, docteur en théologie. On en trouvera en la maison de Regnault Chauldière, libraire juré de Paris, en la rue Sainct-Jacques, à l'enseigne de l'Homme-Saulvaige. (Lyon) : Ol. Arnoullet, 1542, in-16, car. goth.

## Source partielle
« Pierre Sutor », dans Louis-Gabriel Michaud, Biographie universelle ancienne et moderne : histoire par ordre alphabétique de la vie publique et privée de tous les hommes avec la collaboration de plus de 300 savants et littérateurs français ou étrangers, 2e édition, 1843-1865 [détail de l’édition]